# Djibril Sidibé
Djibril Sidibé (Troyes, 29 juli 1992) is een Frans voetballer van Malinese komaf die doorgaans als rechtsachter speelt. Hij tekende in juli 2016 bij AS Monaco, dat hem overnam van Lille OSC. Sidibé debuteerde in 2016 in het Frans voetbalelftal.

## Clubcarrière
Sidibé sloot zich op achtjarige leeftijd aan bij de lokale voetbalclub, Troyes AC. Hiervoor debuteerde hij in 2010 in het eerste elftal, toen de club in de Championnat National actief was. Hij promoveerde in 2010 met Troyes AC naar de Ligue 2 en in 2012 naar de Ligue 1.
Sidibé tekende op 24 juli 2012 een vijfjarig contract bij Lille OSC. Hij werd aangetrokken nadat Mathieu Debuchy meermaals in verband werd gebracht met een vertrek uit de Noord-Franse stad, wat in januari 2013 daadwerkelijk gebeurde. Sidibé debuteerde op 25 augustus 2012 voor Lille, tegen Nice. Hij maakte meteen een doelpunt, in een wedstrijd die in 2-2 eindigde. Sidibé maakte op 20 november 2012 na een kwartier het openingsdoelpunt in een wedstrijd in de Champions League tegen BATE Borisov. Zestien minuten later maakte Gianni Bruno 0-2, wat ook de eindstand werd. Sidibé speelde in vier seizoenen bijna honderd competitiewedstrijden in de Ligue 1 voor Lille. Het sportieve hoogtepunt in die periode was het seizoen 2013/14, waarin hij met zijn ploeggenoten op de derde plaats eindigde.
Sidibé tekende in juli 2016 een contract tot medio 2021 bij AS Monaco, de nummer drie van Frankrijk in het voorgaande seizoen. Daarmee werd hij in het seizoen 2016/17 kampioen in de Ligue 1. Hiermee onderbraken zijn ploeggenoten en hij de alleenheerschappij van Paris Saint-Germain in die periode. Dat won in zowel de vier voorgaande jaren als in de op 2016/17 volgende seizoenen het landskampioenschap. Nadat hij in drie seizoenen meer dan tachtig wedstrijden speelde voor Monaco, verhuurde de club Sidibé gedurende het seizoen 2019/20 aan Everton.

## Interlandcarrière
Sidibé debuteerde op donderdag 1 september 2016 onder leiding van bondscoach Didier Deschamps in het Frans voetbalelftal. Hij kreeg toen een basisplaats als rechtsback in een met 1–3 gewonnen oefeninterland in en tegen Italië. Ousmane Dembélé maakte die dag ook zijn interlanddebuut. Sidibé maakte op 13 juni 2017 zijn eerste interlanddoelpunt. Hij zorgde toen voor de 2–1 in een met 3–2 gewonnen oefeninterland tegen Engeland. Deschamps nam Sidibé een jaar later mee naar het WK 2018. Hierop kwam hij één wedstrijd in actie, in de poulefase tegen Denemarken (0–0).

## Erelijst
| Kampioen Ligue 1 | 1x | 2016/17 |

| Competitie | Winnaar   | Winnaar   | Runner-up | Runner-up | Derde     | Derde     |
| Competitie | Aantal    | Jaren     | Aantal    | Jaren     | Aantal    | Jaren     |
| Frankrijk  | Frankrijk | Frankrijk | Frankrijk | Frankrijk | Frankrijk | Frankrijk |
| ---------- | --------- | --------- | --------- | --------- | --------- | --------- |
| WK         | 1x        | 2018      |           |           |           |           |

1 Majecki ·
2 Vanderson ·
4 Teze ·
5 Kehrer ·
6 Zakaria  ·
7 Ben Seghir ·
8 Matazo ·
9 Balogun ·
10 Golovin ·
11 Akliouche ·
12 Henrique ·
13 Mawissa ·
15 Camara ·
16 Köhn ·
17 Singo ·
18 Minamino ·
20 Ouattara ·
21 Ilenikhena ·
22 Salisu ·
27 Diatta ·
36 Embolo ·
37 Diop ·
50 Lienard ·
88 Magassa ·
Coach: Hütter
· Assistent-coach: Perrinelle
1 Lloris  ·  
2 Pavard ·
3 Kimpembe ·
4 Varane ·
5 Umtiti ·
6 Pogba ·
7 Griezmann ·
8 Lemar ·
9 Giroud ·
10 Mbappé ·
11 Dembélé ·
12 Tolisso ·
13 Kanté ·
14 Matuidi ·
15 Nzonzi ·
16 Mandanda ·
17 Rami ·
18 Fekir ·
19 Sidibé ·
20 Thauvin ·
21 Hernández ·
22 Mendy ·
23 Aréola ·
Coach: Deschamps